# Setge de Nàpols (1528)
El setge de Nàpols de 1528 fou un dels episodis de la Guerra de la Lliga de Cognac, una de les guerres del Renaixement italià que entre el 1526 i el 1530 va enfrontar Carles V del Sacre Imperi Romanogermànic i Francesc I de França.

## Antecedents
La Guerra italiana del 1521-1526 entre els sobirans de França i els Habsburg s'havia acabat de manera favorable als Habsburg en haver derrotat i fet presoner Carles a Francesc I de França a la batalla de Pavia i conquerint Llombardia. El rei francès, per obtenir el seu alliberament, és obligat a signar una pau molt onerosa, el Tractat de Madrid del 1526, que comporta la renúncia a totes les possessions franceses a Itàlia i Borgonya. Posat en llibertat a l'abril, Francesc mirava de recuperar els fills i el Ducat de Borgonya.
Els estats italians, per temor a una excessiva hegemonia dels Habsburg s'acosten a Francesc I que declara nul·la la pau acordada amb Carles V. El 1526, el papa Climent VII, també alarmat pel gran augment del poder de Carles V, es fa promotor de la Lliga de Cognac, juntament amb Francesc I de França, la República de Venècia, la República de Florència i altres estats italians menors
Al maig del 1527, els mercenaris alemanys aconsegueixen flanquejar les tropes de la Lliga a la Itàlia del nord, i saquegen Roma el 1527, durant el qual el mateix papa és obligat a signar la pau amb Carles V. L'exèrcit francès pren Gènova a l'agost del 1527, després Alessandria, i saqueja Pavia el 4 d'octubre.

## El setge
Després de saquejar Pavia, l'exèrcit francès, reforçat amb les Bandes Negres de Florència es dirigeix cap a Bolonya que deixa el 10 de gener del 1528 per entrar al Regne de Nàpols evitant Roma. Assetja Nàpols l'estiu del 1528, però Andreu Doria, que inicialment es va posar al servei de França, canvià de bàndol i en lloc de bloquejar Nàpols, la va avituallar, quedant els francesos desaprovisionats. Hug de Montcada i de Cardona surt amb la flota a fer-los front i mor en combat en aigües del Golf de Salern, i gairebé tots els seus vaixells van ser enfonsats o capturats.
El general Odet de Foix hi trobà la mort a causa d'una epidèmia de pesta causada per ell mateix, i que va obligar a l'aixecament del setge. Miquel Antoni de Saluzzo va agafar el liderat de l'exèrcit francès, i es va retirar a Aversa, on fou derrotat i capturat per Filibert de Chalôns.

## Conseqüències
Les dificultats financeres de tots els contendents i l'amenaçador progrés dels turcs, que havien arribat fins a Hongria i ara estaven a prop d'atacar les possessions dels Habsburg al centre d'Europa, obliguen Carles V a signar un acord que pels francesos és menys desavantatjós que el precedent.
Mentre el papa Climent VII ja havia signat l'Acord de Barcelona amb Carles V, a Cambrai, el 5 d'agost del 1529, s'estableix que la França, tot i renunciar a les seves pretensions sobre Itàlia, pot recuperar la possessió de la Borgonya. La pau de Cambrai és anomenada també pau de les dues dames, car no és negociada directament pels dos sobirans, sinó per Lluïsa de Savoia, mare de Francesc I, i Margarida d'Àustria, tieta de Carles V. Amb aquest pacte, Espanya consolida definitivament el seu domini sobre Itàlia i Carles V esdevé àrbitre únic i indiscutible del seu destí.